# Hasbian
Hasbian (dall'inglese has-been lesbian) è una parola che fa parte della terminologia LGBT, che indica una donna che ha avuto un passato da lesbica ma che adesso sta in una relazione eterosessuale. Si tratta di un termine da molti considerato offensivo. Una sua variante è wasbian, anche se meno utilizzata. In generale, fa riferimento a donne che in precedenza si sono identificate come lesbiche, ma che negano il loro passato, dicendo di non aver mai avuto esperienze omosessuali di alcun tipo.